# Stella Chen
Stella Chen (Palo Alto, 7 december 1992) is een Amerikaanse violiste, eerste laureaat van de Koningin Elisabethwedstrijd 2019 (voor viool).
Chen studeerde viool aan Harvard University en het New England Conservatory, ze studeerde daar onder begeleiding van Miriam Fried, eerste laureaat van de Koningin Elisabethwedstrijd 1971. Ze vervolmaakte zich in viool aan the Juilliard School in New York.
In 2006 en 2008, wanneer ze respectievelijk 14 en 16 jaar oud is, wordt ze tweemaal een van de laureaten van de Yehudi Menuhin International Competition for Young Violinists. In 2017 behaalt ze in Sion de tweede prijs in het Festival international de musique Tibor Varga. In 2019 wordt ze de eerste laureate in Brussel op de Koningin Elisabethwedstrijd.
Chen bespeelt een Bartolomeo Giuseppe Guarneri del Gesù. Onderdeel van haar eerste prijs op de Koningin Elisabethwedstrijd is dat ze gedurende vier jaar, tot 2023, ook de beschikking krijgt over de Huggins Stradivarius (1708).